# Slätt knotterskinn
Slätt knotterskinn (Hyphodontia hastata) är en svampart som först beskrevs av Viktor Litschauer, och fick sitt nu gällande namn av J. Erikss. 1958. Hyphodontia hastata ingår i släktet Hyphodontia och familjen Schizoporaceae.   Inga underarter finns listade i Catalogue of Life.
I den svenska databasen Dyntaxa används istället namnet Hastodontia hastata för samma taxon.  Arten är reproducerande i Sverige.